# Galina Starovojtova

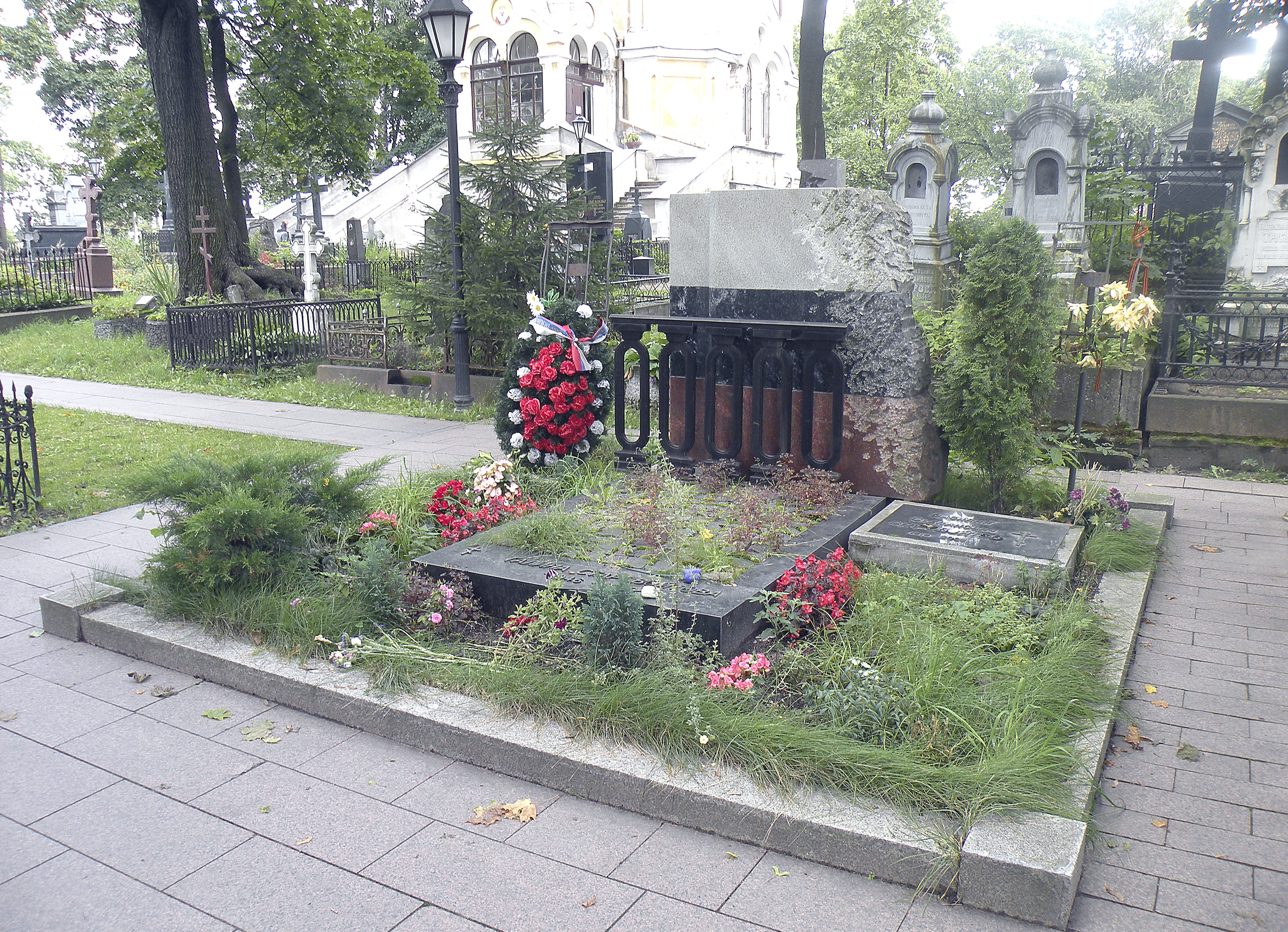
2009

Galina Starovojtova (Галина Васильевна Старовойтова), född 17 maj 1946, död 20 november 1998, var en liberal rysk politiker som sköts till döds utanför sitt hem i Sankt Petersburg.